# ML/TK-Test
Der ML/TK-Test ist ein Genmutationstest in Säugetierzellen.
Zur Selektion wird in diesem Test die Resistenz von Mauslymphomzellen (ML) gegenüber dem toxischen Thymidinanalogen Trifluorthymidin (ein Substrat für die Thymidinkinase (TK)) benutzt. Nach Behandlung der Zellen mit der Testsubstanz werden diese zunächst für eine bestimmte Zeit in normalem Wachstumsmedium weiter kultiviert. Anschließend werden sie für mehrere Tage in ein Medium mit dem Selektionsmittel überführt, bevor dann schließlich die Auszählung der gewachsenen Mutantenkolonien erfolgt. Um die zytotoxische Wirkung der Testsubstanz zu ermitteln, wird parallel auch die Überlebensrate der Zellen im Medium ohne Selektionsmittel bestimmt.